# Hertha Berliner Sport-Club 1981-1982
Questa voce raccoglie le informazioni riguardanti l'Hertha Berliner Sport-Club nelle competizioni ufficiali della stagione 1981-1982.

## Stagione
Nella stagione 1981-1982 l'Hertha Berlino, allenato da Uwe Klimaschefski e Georg Gawliczek, concluse il campionato di 2. Bundesliga al 2º posto. In Coppa di Germania l'Hertha Berlino fu eliminato al terzo turno dall'Ulma.

## Rosa
| N. |                      | Ruolo | Calciatore        |
| -- | -------------------- | ----- | ----------------- |
|    | Germania (bandiera)  | P     | Gregor Quasten    |
|    | Germania (bandiera)  | P     | Manfred Werner    |
|    | Serbia (bandiera)    | D     | Nikša Đujić       |
|    | Germania (bandiera)  | D     | Horst Ehrmantraut |
|    | Germania (bandiera)  | D     | Walter Gruler     |
|    | Germania (bandiera)  | D     | Robert Jüttner    |
|    | Danimarca (bandiera) | D     | Ole Rasmussen     |
|    | Germania (bandiera)  | D     | Edi Stöhr         |
|    | Germania (bandiera)  | D     | Dieter Timme      |
|    | Germania (bandiera)  | D     | Jochem Ziegert    |
|    | Germania (bandiera)  | C     | Bernd Beck        |

| N. |                       | Ruolo | Calciatore        |
| -- | --------------------- | ----- | ----------------- |
|    | Thailandia (bandiera) | C     | Witthaya Laohakul |
|    | Germania (bandiera)   | C     | Jürgen Mohr       |
|    | Germania (bandiera)   | C     | Hubert Schmitz    |
|    | Germania (bandiera)   | C     | Werner Schneider  |
|    | Germania (bandiera)   | A     | Pierre Dickert    |
|    | Germania (bandiera)   | A     | Michael Fiedler   |
|    | Germania (bandiera)   | A     | Werner Killmaier  |
|    | Germania (bandiera)   | A     | Peter Mack        |
|    | Germania (bandiera)   | A     | Thomas Remark     |
|    | Germania (bandiera)   | A     | Lothar Wesseler   |

## Organigramma societario
Area tecnica
- Allenatore: Georg Gawliczek
- Allenatore in seconda: Hans Eder
- Preparatore dei portieri:
- Preparatori atletici:

## Calciomercato

### Sessione estiva
| Acquisti | Acquisti         | Acquisti           | Acquisti |
| R.       | Nome             | da                 | Modalità |
| -------- | ---------------- | ------------------ | -------- |
| D        | Ole Rasmussen    | Odense             |          |
| C        | Werner Schneider | Borussia Dortmund  |          |
| C        | Bernd Beck       | Homburg            |          |
| D        | Nikša Đujić      | OFK Belgrado       |          |
| C        | Hubert Schmitz   | Fortuna Düsseldorf |          |

| Cessioni | Cessioni         | Cessioni      | Cessioni |
| R.       | Nome             | a             | Modalità |
| -------- | ---------------- | ------------- | -------- |
| D        | Holger Brück     | Hessen Kassel |          |
| A        | Yasuhiko Okudera | Werder Brema  |          |
| C        | Peter Pagel      | Homburg       |          |
| A        | Frank Voihs      | Homburg       |          |

### Sessione invernale
| Acquisti | Acquisti | Acquisti | Acquisti |
| R.       | Nome     | da       | Modalità |
| -------- | -------- | -------- | -------- |

| Cessioni | Cessioni | Cessioni | Cessioni |
| R.       | Nome     | a        | Modalità |
| -------- | -------- | -------- | -------- |

## Risultati

### 2. Bundesliga

#### Girone di andata
| Arbitro: | Messmer |

|                            |           |  |
| Leiendecker 64’ Schaub 70’ | Marcatori |  |

| Arbitro: | Roth |

|                                      |           |             |
| Ehrmantraut 10’ Remark 57’ Timme 90’ | Marcatori | 71’ Drexler |

| Arbitro: | Glaw |

|                               |           |  |
| Remark 19’ Mohr 22’, 26’, 86’ | Marcatori |  |

| Arbitro: | Ross |

|  |           |                   |
|  | Marcatori | 45’ Mohr 77’ Beck |

| Arbitro: | Luca |

|                           |           |                    |
| Killmaier 72’ Jüttner 84’ | Marcatori | 58’ Hampl 62’ Grau |

| Arbitro: | Luca |

|                             |           |                    |
| Grillemeier 16’ Richter 87’ | Marcatori | 8’ Remark 39’ Mohr |

| Arbitro: | Heitmann |

|                                                 |           |                   |
| Remark 4’, 23’ Killmaier 55’ Quasten 67’ (rig.) | Marcatori | 15’ Steinkirchner |

| Arbitro: | Linn |

|                                     |           |          |
| Frömberg 7’ Plücken 19’ Raschid 89’ | Marcatori | 51’ Mohr |

| Arbitro: | Brückner |

|            |           |                        |
| Remark 58’ | Marcatori | 78’ Willkomm 89’ Drews |

| Arbitro: | Assenmacher |

|                                    |           |                     |
| Walz 79’ Grünewald 85’ Hofmann 87’ | Marcatori | 75’ Remark 90’ Beck |

| Arbitro: | Neuner |

|  |           |            |
|  | Marcatori | 55’ Völler |

| Arbitro: | Ahlenfelder |

|  |           |                                   |
|  | Marcatori | 21’ Remark 80’ Mohr 82’ Killmaier |

| Arbitro: | Sahner |

|                                        |           |  |
| Remark 11’ Killmaier 33’, 75’ Mohr 41’ | Marcatori |  |

| Arbitro: | Horeis |

|                     |           |                                  |
| Derigs 70’ Linz 75’ | Marcatori | 28’ Mohr 43’ Wesseler 65’ Remark |

| Arbitro: | Schraivogel |

|                                            |           |                     |
| Remark 12’ Beck 54’ Mohr 57’ Killmaier 75’ | Marcatori | 61’ (rig.) Schipper |

| Arbitro: | Malbranc |

|                                 |           |                         |
| Walter 22’, 79’ Bührer 70’, 77’ | Marcatori | 9’ Killmaier 29’ Remark |

| Berlino 28 novembre 1981, ore 15:00 CET 17ª giornata | Hertha Berlino | 0 – 0 referto | Bayreuth | Stadio Olimpico (7 200 spett.)\| Arbitro: \| Dellwing \| |
| Arbitro:                                             | Dellwing       |               |          |                                                          |

| Arbitro: | Ross |

|                             |           |                              |
| Bebensee 50’ Kleppinger 55’ | Marcatori | 21’, 60’ Remark 69’ Wesseler |

| Arbitro: | Ulm |

|                            |           |              |
| Ehrmantraut 21’ Gruler 89’ | Marcatori | 43’ Oehrlein |

#### Girone di ritorno
| Berlino 16 gennaio 1982, ore 15:00 CET 20ª giornata | Hertha Berlino | 0 – 0 referto | Fürth | Stadio Olimpico (6 900 spett.)\| Arbitro: \| Jupe \| |
| Arbitro:                                            | Jupe           |               |       |                                                      |

| Arbitro: | Neuner |

|                   |           |                     |
| Abramczik 3’, 63’ | Marcatori | 87’ (rig.) Wesseler |

| Arbitro: | Hontheim |

|                                 |           |                                    |
| Vittinghoff 50’ Gede 89’ (rig.) | Marcatori | 28’ Killmaier 65’, 80’, 83’ Remark |

| Arbitro: | Michel |

|                  |           |            |
| Mack 4’ Mohr 16’ | Marcatori | 50’ Ludwig |

| Arbitro: | Tritschler |

|                        |           |                      |
| Hampl 42’ Wielandt 51’ | Marcatori | 5’ Remark 72’ Gruler |

| Arbitro: | Barnick |

|                                        |           |                         |
| Killmaier 28’ Remark 45’, 87’ Mohr 67’ | Marcatori | 32’ Richter 88’ Timmler |

| Arbitro: | Ahlenfelder |

|            |           |                                |
| Turcik 16’ | Marcatori | 61’ Remark 65’ (rig.) Wesseler |

| Berlino 13 marzo 1982, ore 15:00 CET 27ª giornata | Hertha Berlino | 0 – 0 referto | Bayer Uerdingen | Stadio Olimpico (17 500 spett.)\| Arbitro: \| Zimmermann \| |
| Arbitro:                                          | Zimmermann     |               |                 |                                                             |

| Arbitro: | Heitmann |

|  |           |            |
|  | Marcatori | 15’ Remark |

| Arbitro: | Pauly |

|                                                 |           |            |
| Mohr 3’, 62’ Killmaier 6’ Beck 24’ Wesseler 90’ | Marcatori | 55’ Kutzop |

| Arbitro: | Wuttke |

|           |           |  |
| Sidka 66’ | Marcatori |  |

| Arbitro: | Wippker |

|                                                                 |           |             |
| Wessel 4’ (aut.) Remark 12’ Mohr 18’ Killmaier 88’ Wesseler 90’ | Marcatori | 44’ Lehmann |

| Arbitro: | Dellwing |

|         |           |  |
| Elm 83’ | Marcatori |  |

| Arbitro: | Messmer |

|                                                 |           |            |
| Killmaier 54’ Remark 66’ Wesseler 67’ Stöhr 78’ | Marcatori | 25’ Kuntze |

| Arbitro: | Wiesel |

|                |           |          |
| Clute-Simon 5’ | Marcatori | 82’ Mohr |

| Arbitro: | Eschweiler |

|                            |           |                               |
| Gruler 33’ Remark 69’, 77’ | Marcatori | 67’ Hein 76’ Sebert 90’ Böhni |

| Arbitro: | Föckler |

|  |           |                                                            |
|  | Marcatori | 13’ Beck 30’ Mohr 55’, 80’ (rig.) Remark 61’, 88’ Wesseler |

| Arbitro: | Assenmacher |

|               |           |  |
| Beck 28’, 42’ | Marcatori |  |

| Arbitro: | Reichmann |

|                 |           |  |
| Hönnscheidt 43’ | Marcatori |  |

### Coppa di Germania
| Arbitro: | Roth |

|                                                    |           |           |
| Killmaier 39’, 57’, 89’ Remark 68’ Ehrmantraut 74’ | Marcatori | 10’ Kober |

| Arbitro: | Nolte |

|                                                                      |           |                   |
| Mack 19’ Remark 27’ Beck 37’ Ehrmantraut 39’ Fiedler 50’ Schmitz 71’ | Marcatori | 44’, 73’ Kriegsch |

| Arbitro: | Mölm |

|              |           |                        |
| Wesseler 87’ | Marcatori | 24’ Hoffmann 48’ Krech |

## Statistiche

### Statistiche di squadra
| Competizione      | Punti | In casa | In casa | In casa | In casa | In casa | In casa | In trasferta | In trasferta | In trasferta | In trasferta | In trasferta | In trasferta | Totale | Totale | Totale | Totale | Totale | Totale | DR  |
| Competizione      | Punti | G       | V       | N       | P       | Gf      | Gs      | G            | V            | N            | P            | Gf           | Gs           | G      | V      | N      | P      | Gf     | Gs     | DR  |
| ----------------- | ----- | ------- | ------- | ------- | ------- | ------- | ------- | ------------ | ------------ | ------------ | ------------ | ------------ | ------------ | ------ | ------ | ------ | ------ | ------ | ------ | --- |
| 2. Bundesliga     | 48    | 19      | 12      | 5       | 2       | 49      | 18      | 19           | 8            | 3            | 8            | 35           | 29           | 38     | 20     | 8      | 10     | 84     | 47     | +37 |
| Coppa di Germania | -     | 3       | 2       | 0       | 1       | 12      | 5       | 0            | 0            | 0            | 0            | 0            | 0            | 3      | 2      | 0      | 1      | 12     | 5      | +7  |
| Totale            | 48    | 22      | 14      | 5       | 3       | 61      | 23      | 19           | 8            | 3            | 8            | 35           | 29           | 41     | 22     | 8      | 11     | 96     | 52     | +44 |

### Andamento in campionato
| Giornata  | 1  | 2 | 3 | 4 | 5 | 6 | 7 | 8 | 9 | 10 | 11 | 12 | 13 | 14 | 15 | 16 | 17 | 18 | 19 | 20 | 21 | 22 | 23 | 24 | 25 | 26 | 27 | 28 | 29 | 30 | 31 | 32 | 33 | 34 | 35 | 36 | 37 | 38 |
| --------- | -- | - | - | - | - | - | - | - | - | -- | -- | -- | -- | -- | -- | -- | -- | -- | -- | -- | -- | -- | -- | -- | -- | -- | -- | -- | -- | -- | -- | -- | -- | -- | -- | -- | -- | -- |
| Luogo     | T  | C | C | T | C | T | C | T | C | T  | C  | T  | C  | T  | C  | T  | C  | T  | C  | C  | T  | T  | C  | T  | C  | T  | C  | T  | C  | T  | C  | T  | C  | T  | C  | T  | C  | T  |
| Risultato | P  | V | V | V | N | N | V | P | P | P  | P  | V  | V  | V  | V  | P  | N  | V  | V  | N  | P  | V  | V  | N  | V  | V  | N  | V  | V  | P  | V  | P  | V  | N  | N  | V  | V  | P  |
| Posizione | 18 | 9 | 2 | 2 | 1 | 3 | 1 | 1 | 8 | 12 | 13 | 11 | 8  | 7  | 5  | 7  | 7  | 4  | 4  | 5  | 6  | 5  | 4  | 5  | 4  | 3  | 3  | 3  | 1  | 2  | 2  | 3  | 3  | 3  | 3  | 2  | 2  | 2  |

Legenda:

Luogo: C = Casa; T = Trasferta. Risultato: V = Vittoria; N = Pareggio; P = Sconfitta.

### Statistiche dei giocatori
!! colspan="4" | Totale

| Giocatore      | 2. Bundesliga | 2. Bundesliga | 2. Bundesliga | 2. Bundesliga | Coppa di Germania B. Beck | Coppa di Germania B. Beck | Coppa di Germania B. Beck | Coppa di Germania B. Beck | 32       | 7    | 0           | 0          | 3 | 1 | 0 | 0 | 35 | 8 | 0 | 0 |
| Giocatore      | Presenze      | Reti          | Ammonizioni   | Espulsioni    | Presenze                  | Reti                      | Ammonizioni               | Espulsioni                | Presenze | Reti | Ammonizioni | Espulsioni |   |   |   |   |    |   |   |   |
| P. Dickert     | 14            | 0             | 0             | 0             | 3                         | 0                         | 0                         | 0                         | 17       | 0    | 0           | 0          |   |   |   |   |    |   |   |   |
| H. Ehrmantraut | 36            | 2             | 1             | 0             | 3                         | 2                         | 0                         | 0                         | 39       | 4    | 1           | 0          |   |   |   |   |    |   |   |   |
| M. Fiedler     | 5             | 0             | 2             | 0             | 1                         | 1                         | 0                         | 0                         | 6        | 1    | 2           | 0          |   |   |   |   |    |   |   |   |
| W. Gruler      | 37            | 3             | 3             | 0             | 3                         | 0                         | 0                         | 0                         | 40       | 3    | 3           | 0          |   |   |   |   |    |   |   |   |
| R. Jüttner     | 8             | 1             | 0             | 0             | 1                         | 0                         | 0                         | 0                         | 9        | 1    | 0           | 0          |   |   |   |   |    |   |   |   |
| W. Killmaier   | 32            | 12            | 0             | 1             | 1                         | 3                         | 0                         | 0                         | 33       | 15   | 0           | 1          |   |   |   |   |    |   |   |   |
| W. Laohakul    | 12            | 0             | 1             | 0             | 0                         | 0                         | 0                         | 0                         | 12       | 0    | 1           | 0          |   |   |   |   |    |   |   |   |
| P. Mack        | 4             | 1             | 0             | 0             | 3                         | 1                         | 0                         | 0                         | 7        | 2    | 0           | 0          |   |   |   |   |    |   |   |   |
| J. Mohr        | 37            | 17            | 3             | 0             | 1                         | 0                         | 0                         | 0                         | 38       | 17   | 3           | 0          |   |   |   |   |    |   |   |   |
| G. Quasten     | 37            | 1             | 1             | 0             | 2                         | 0                         | 0                         | 0                         | 39       | 1    | 1           | 0          |   |   |   |   |    |   |   |   |
| O. Rasmussen   | 18            | 0             | 3             | 0             | 1                         | 0                         | 0                         | 0                         | 19       | 0    | 3           | 0          |   |   |   |   |    |   |   |   |
| T. Remark      | 38            | 28            | 0             | 0             | 3                         | 2                         | 0                         | 0                         | 41       | 30   | 0           | 0          |   |   |   |   |    |   |   |   |
| H. Schmitz     | 34            | 0             | 3             | 0             | 3                         | 1                         | 0                         | 0                         | 37       | 1    | 3           | 0          |   |   |   |   |    |   |   |   |
| W. Schneider   | 26            | 0             | 4             | 0             | 1                         | 0                         | 0                         | 0                         | 27       | 0    | 4           | 0          |   |   |   |   |    |   |   |   |
| E. Stöhr       | 26            | 1             | 1             | 0             | 2                         | 0                         | 0                         | 0                         | 28       | 1    | 1           | 0          |   |   |   |   |    |   |   |   |
| D. Timme       | 30            | 1             | 2             | 0             | 2                         | 0                         | 0                         | 0                         | 32       | 1    | 2           | 0          |   |   |   |   |    |   |   |   |
| M. Werner      | 1             | 0             | 0             | 0             | 1                         | 0                         | 0                         | 0                         | 2        | 0    | 0           | 0          |   |   |   |   |    |   |   |   |
| L. Wesseler    | 34            | 9             | 1             | 0             | 2                         | 1                         | 0                         | 0                         | 36       | 10   | 1           | 0          |   |   |   |   |    |   |   |   |
| J. Ziegert     | 6             | 0             | 0             | 0             | 2                         | 0                         | 1                         | 0                         | 8        | 0    | 1           | 0          |   |   |   |   |    |   |   |   |
| N. Đujić       | 5             | 0             | 2             | 0             | 1                         | 0                         | 0                         | 0                         | 6        | 0    | 2           | 0          |   |   |   |   |    |   |   |   |